# Lycée Mohammed-V
 (mai 2012).
Si vous disposez d'ouvrages ou d'articles de référence ou si vous connaissez des sites web de qualité traitant du thème abordé ici, merci de compléter l'article en donnant les références utiles à sa vérifiabilité et en les liant à la section « Notes et références ».
 (mai 2012).
Le lycée Mohammed-V est un lycée à Casablanca, au Maroc, situé dans l'avenue 2-Mars (en face du jardin Murdoch, ISESCO actuellement).

## Histoire
Fondé en 1919, le lycée Mohamed V fut dans un premier temps le lycée français de Casablanca en remplacement du lycée "en planche" situé à la place de l'actuelle Bank Al Maghreb sur le boulevard de paris.  
Il fut baptisé lycée Lyautey en 1925 en l'honneur du résident général du même nom.
Les cours ne débuteront qu’en 1921 et ne comprendront, au début, que des branches techniques (1er et 2e cycles). 
Après l’indépendance (1956), il prit son nom actuel en 1963 : le lycée Mohamed V.
À cette époque, le collège 2 mars et le lycée EL Boukhari (tous deux situés en face de l’actuel lycée Mohamed V) faisaient partie intégrante du lycée et étaient reliés par un passage souterrain.
En ce qui concerne les classes préparatoires (mathématiques supérieures et spéciales) qui se trouvent en internat dans le lycée, leurs études commencèrent en 1985. Mais ce n’est qu’en 1987 que le pavillon fut construit.

## Formation

### Lycée
Le lycée Mohamed-V prépare à l'obtention du Baccalauréat dans les filières suivantes :
- Sciences expérimentales
- Sciences Mathématiques  -B- (option SI)
- Sciences Mathématiques  -A- (option SVT)
- Sciences économiques

### Classes préparatoire aux grandes écoles
Le cycle CPGE dispense une formation étalée sur deux années dites préparatoires.

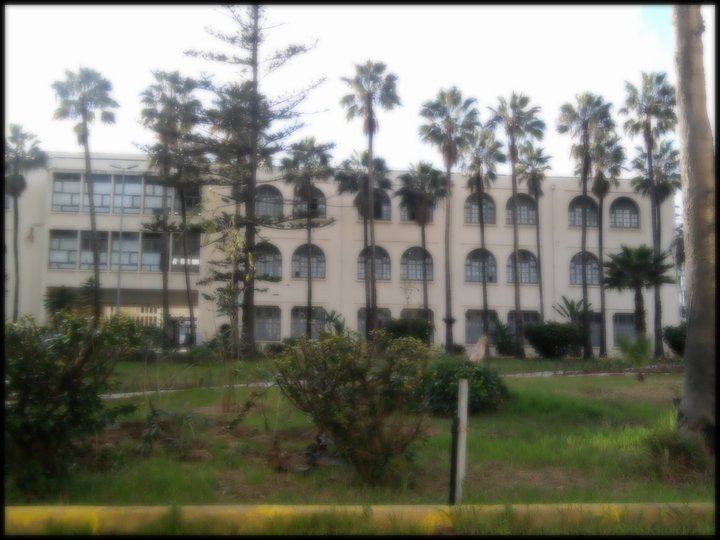
Bâtiments d'étude

La candidature aux classes préparatoires est ouverte aux bacheliers ayant les spécialités : SC MATH A et B et SC EXP option SVT et PC, au cycle du baccalauréat marocain, âgés de moins de 21 ans  au plus tard le 31 décembre de l’année de candidature.
Ce cycle propose deux filières :
- Classes préparatoires mathématiques, physique et sciences de l'ingénieur (MPSI/MP/MP*).
- Physique, chimie, sciences de l'ingénieur option sciences de l'ingénieur (PCSI/PSI).

Chaque année, le lycée abrite les épreuves écrites du Concours national commun, ce concours permet aux étudiants ayant réalisé les deux ans du cycle préparatoire (MPSI/MP et PCSI/PSI) d'intégrer les Grandes écoles marocaines à savoir :
- ENSAM
- Réseau ENSA
- Réseau FST (Faculté des sciences et techniques)

- AIAC
- EHTP
- EMI
- ENIM
- ENSEM
- ENSIAS
- ISCAE
- INPT
- INSEA
- ESITH
- IAV
- ENPL
- Ecole Centrale Casablanca

### Liens connexes
https://cpge.ac.ma/